# Stefan Ciszewski

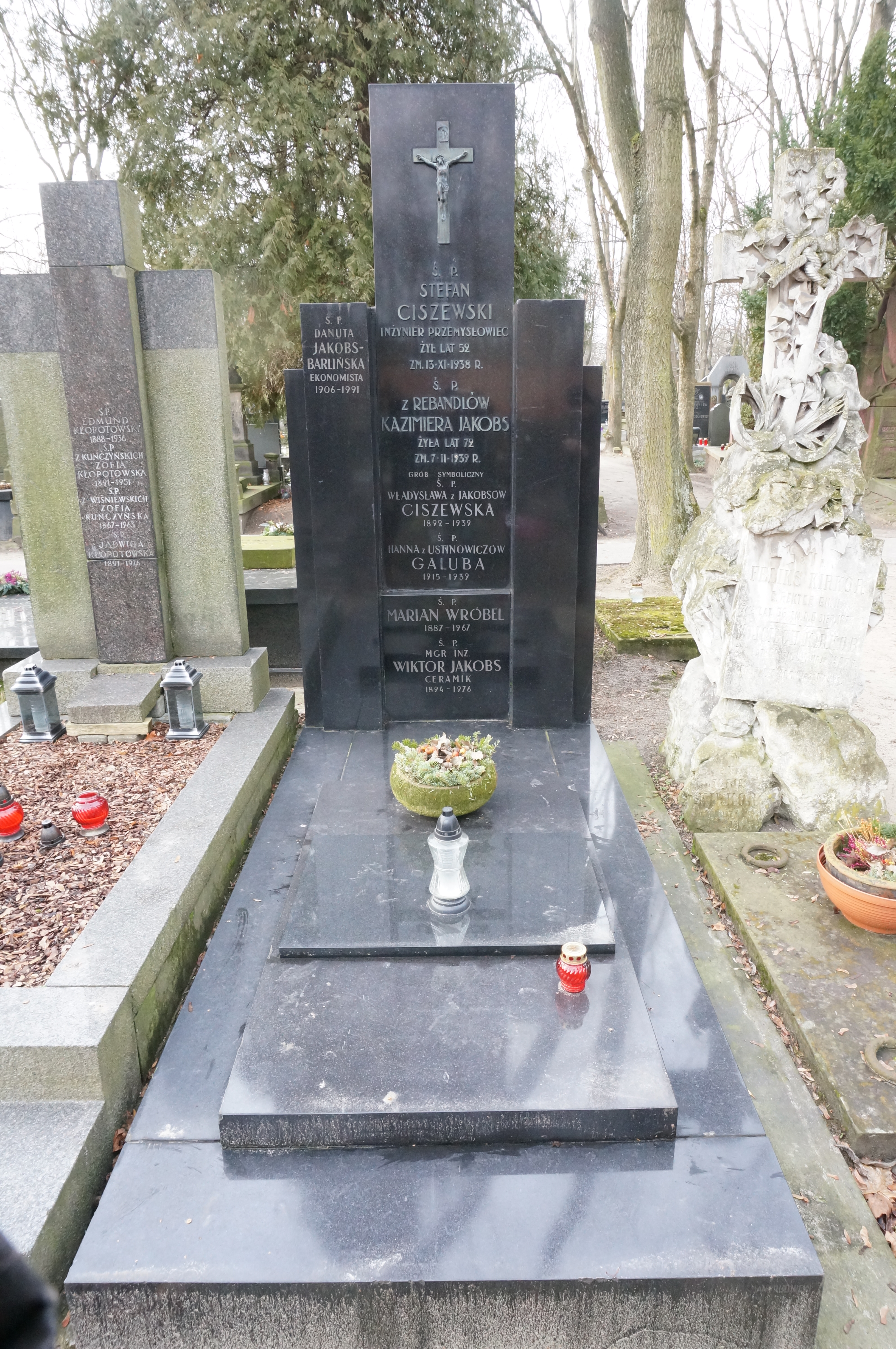
Grób Stefana Ciszewskiego na cmentarzu Powązkowskim

Stefan Ciszewski (ur. 17 listopada 1886 w Warszawie, zm. 13 listopada 1938 w Bydgoszczy) – polski inżynier elektryk, pionier przemysłu aparatów elektrycznych, radca Izby Przemysłowo-Handlowej w Gdyni w 1936 roku.

## Życiorys
W 1905 r. ukończył szkołę realną w Warszawie. Studiował w Mittweidzie w Niemczech, odbywając praktyki w berlińskiej filii Allgemeine Elektrizitäts-Gesellszchaft (AEG), które ukończył w 1912 r. uzyskując dyplom inżyniera elektryka. Następnie wyjechał do Rosji. Pracował w firmie Kemmitz w Charkowie, gdzie poznał Władysława Gwiazdowskiego, późniejszego wspólnika firmy. Po odzyskaniu niepodległości wrócił do Warszawy i w 1919 r. został wspólnikiem firmy elektrotechnicznej inż. Kazimierza Szpotańskiego. Ciszewskiego interesowała przede wszystkim masowa produkcja drobnego sprzętu instalacyjnego, co z kolei nie bardzo odpowiadało Szpotańskiemu. Po czterech latach Ciszewski wycofał się ze spółki. W 1920 r. wziął udział w wojnie polsko-bolszewickiej. 1 marca 1923 r. w Bydgoszczy uruchomił‚ własny zakład przy ul. św. Trójcy 3. W krótkim czasie z niewielkiego warsztatu wyrosła duża firma. 20 września 1925 r. firma została zarejestrowana pod nazwą „Fabryka Artykułów Elektrotechnicznych inż. Stefan Ciszewski i S-ka, Sp. z o. o.” Był jednym z założycieli bydgoskiego oddziału Stowarzyszenia Elektryków Polskich i długoletnim członkiem Stowarzyszenia Techników Polskich, gdzie był przewodniczącym Komisji Rewizyjnej.
Zmarł po długiej chorobie. Pochowany został na cmentarzu Powązkowskim w Warszawie (kwatera 196-5-2). 

## Ordery i odznaczenia
- Srebrny Krzyż Zasługi (11 listopada 1936)[7]

## Upamiętnienie
Jego nazwiskiem nazwano ulicę w Bydgoszczy. „Gazeta Pomorska” ustanowiła Nagrodę im. Stefana Ciszewskiego w plebiscycie „Przedsiębiorca Pomorza i Kujaw”.